# انسان یونسیان

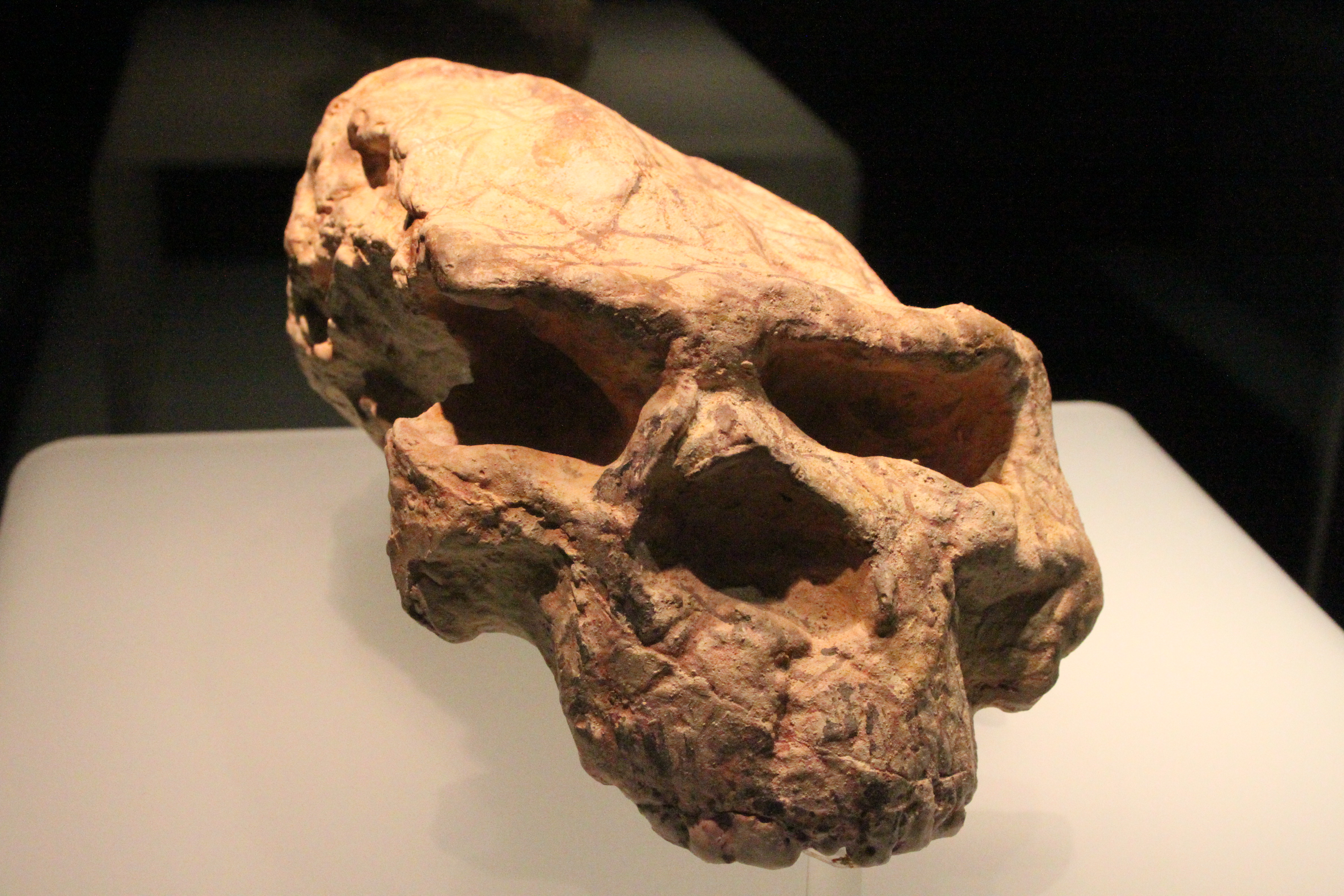
یونیسان شمار یک در موزه استان هوبی، تغییر شکل جمجمه را نشان می‌دهد

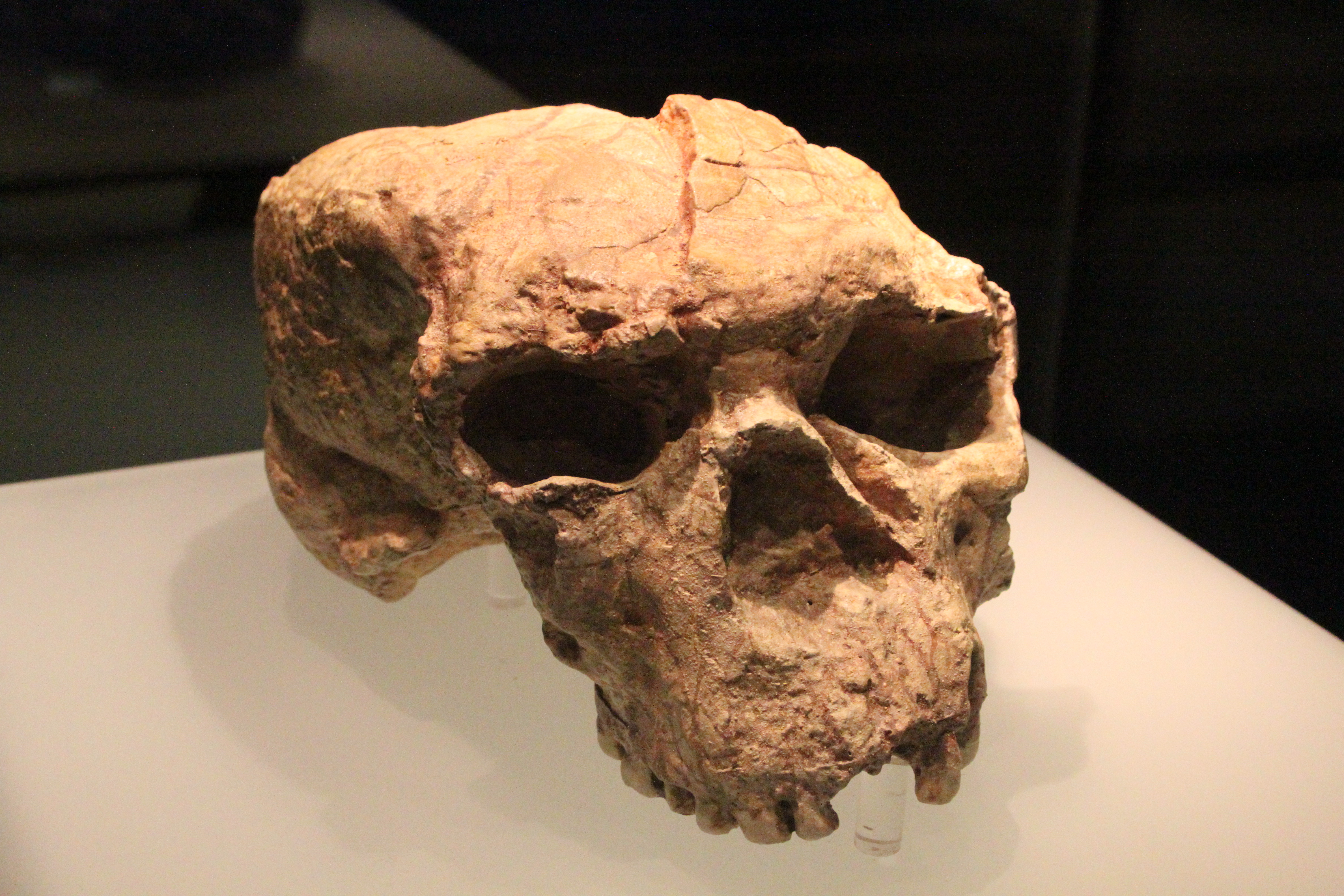
یونیسان شماره دو در در موزه استان هوبی

انسان یونسیان (انگلیسی: Yunxian Man) جمجمه یک میلیون ساله گونه ای از خانواده انسانیان می‌باشد که در چین کشف شد.
این جمجمه دست نخورده‌ترین نمونه انسان راست‌قامت در سن خود است که در اوراسیا داخلی یافت شده است. این جمجمه در یک محوطه دوره پارینه سنگی در استان هوبی مرکزی چین کشف شد، جایی که اولین و دومین جمجمه از این دست با قدمت ۸۰۰٫۰۰۰ تا ۱٫۱ میلیون سال به ترتیب در سال‌های ۱۹۸۹ و ۱۹۹۰ کشف شدند. حفاری با مشکلاتی روبرو شد زیرا جمجمه سوم توسط فسیل‌های حیوانات متعدد احاطه شده بود. شش ماه طول کشید تا باستان شناسان سنگ اطراف جمجمه را جدا کنند و فسیل انسان را از فسیل حیوانات و اقلام سنگی جدا کنند. محققان بیش از ۲۰ بار مدل‌سازی سه بعدی را انجام دادند، بیش از ۲۰۰۰۰۰ عکس گرفتند، از کل فرایند حفاری فیلم گرفتند و بیش از ۱۴۰۰ نمونه رسوبی استخراج کردند.

## تصویربرداری مجازی
کاربردهای اخیر تکنیک‌های تصویربرداری مجازی سه بعدی در دیرینه‌شناسی انسانی، احتمالات و دقت تحلیل انسان‌شناسی را افزایش داده است. دو مثال برای بازنگری فسیل‌هایی که بیش از ۲۰ سال پیش کشف شده‌اند، با این فناوری جدید بررسی شدند. جمجمه‌های پلیستوسن پایین و میانی از Yunxian و Nankin در چین که در فرایند فسیل‌سازی آسیب دیده بودند، عملاً بازسازی شده‌اند. نتایج این تجزیه و تحلیل اطلاعات جدیدی در مورد انسان‌های اولیه چین ارائه می‌کند و به بحث تغییرپذیری در انسان راست قامت کمک می‌کند.